# أحمد السكري
أحمد أفندي السكري (توفي عام 1991) هو واحد من أربعة أشخاص أربعة أسسوا مع الشيخ حسن البنا جماعة الإخوان المسلمين في مصر. اعتقل أكثر من مرة، وكان رأس الإدارة السياسية في جريدة الإخوان المسلمين اليومية وظل وكيلاً للجماعة حتى فصل منها عام 1947م بسبب تبنيه سياسة الوفديين على حساب مبادئ وقوانين الإخوان. انضم بعدها إلى حزب مصر الفتاة.

## حياته
ولد الأستاذ أحمد السكرى في المحمودية وهو أكبر سنًا من الإمام البنا بقليل، ولم يكمل تعليمه، وتعرف على الأستاذ حسن البنا منذ الصغر في جمعية الإخوان الحصافية، وأسسوا سويًا جمعية الحصافية الخيرية حيث كان هو رئيسها وسكرتيرها حسن البنا وكان هدفها محاربة المنكرات والتصدي للتبشير.
يعتبر أحمد السكري من الشخصيات القليلة التي اثارت الجدل داخل جماعة الإخوان المسلمين لكونه كان على رأس الهرم التنظيمي داخل الجماعة حيث كان يتبؤ منصب الوكيل العام لجماعة الإخوان المسلمين.

## فيجماعة الإخوان المسلمين
بعد أن أنشأت جماعة الإخوان المسلمين بالإسماعيلية عام 1928م قام بإنشاء شعبة للإخوان بالمحمودية وصار نائبًا لها وذلك عام 1929م، غير أن الأستاذ محمود عبد الحليم يذكر أن الطابع العام لشعبة المحمودية كان يختلف عن باقي شعب الإخوان المسلمين حتى سنة 1938م.
وشارك في اجتماع أول مجلس شورى للإخوان في 22 صفر 1352ھ/ 15يونيو 1933م، ثم اختير عضوًا منتدبًا في مكتب الإرشاد، وبعد أن انتقل إخوان للقاهرة تم اختياره وكيلاً للإمام البنا.
وكان قد وقع في عدة اخطاء منها أنه وقف أثناء عودة علي ماهر باشا من لندن بعد مؤتمر الدائرة المستديرة عام 1939م وهتف بحياة علي ماهر مما أسأء نفسية الإخوان والإمام البنا والذي نبهه أن دعوة الإخوان لا تدعوا بحياة أفراد أو هيئات لكنها دعوة إسلامية ربانية، كما أنه أثناء المؤتمر الخامس وأثناء تقديمه للضيوف كان يؤثر كبار الساسة على باقي العلماء الجالسين.
كان للأستاذ أحمد السكري موقف قوي في وجه مستر هيورث دان المستشرق البريطاني والذي أرسلتها السفارة البريطانية للمركز العام لكي يساوم الإخوان على القضية فكان رده أن قال له كما ورد في جريدة الإخوان المسلمين الأسبوعية، السنة الأولى، العدد 10 الموافق 22 ذو القعدة 1373هـ / 22 يوليو 1954م:
ألا فلتعلم يا مستر دان أنك لن تستطيع أن تشترينا بالمال، الآن تطبع إنجلترا جنيهات وتعطيها لنا، وغدًا تطبع ألمانيا ماركات وتعطيها لنا، وبعد غد لا ندرى. إن الشعوب التي تعاونكم بالنقود تبيعكم بالنقود«. وأضاف السكرى قائلا:» إذا كنت تريد أن تشترى الإخوان ومن ورائهم الشرق العربى فهناك شروط:
1-	عليكم أن تتفقوا معنا على الجلاء التام الناجز عن وادى النيل.
2-	عليكم أن تتفقوا مع فرنسا على إخلاء سوريا ولبنان من جنودها.
3-	عليكم أن تخلوا فلسطين للعرب.
4-	عليكم أن تمدونا بالأسلحة والمعدات، ونحن مستعدون لطرد الطليان وحكومة فيشى من شمال أفريقيا، ونحمى بلادنا من أي غزو أجنبى".
وهنا وقف دان وقال: «هذه سياسة عليا، وإنما مهمتى عمل الدعاية فقط، وعلى كلٍّ فسأحضر مستر كلايتون بعد ذلك».
على أن الإنجليز تركوا الباب مفتوحًا؛ حيث ظل هيورث دان في التردد على المركز العام عدة مرات، كما تردد على منزل الأستاذ أحمد السكرى؛ في محاولة لكسب ود الإخوان، وليكفوا عنهم بعض حملاتهم. ولا شك أنهم دونوا في تقاريرهم كيف صرفهم الإمام البنا عنه صرفًا لا رجوع بعده، وكيف ألقى عليهم الأستاذ أحمد السكرى في نهاية المطاف في 17 نوفمبر 1940م في منزله درسًا لن ينسوه أبدًا بعد أن جهدوا في الحيلة.

## المحنة
في ظل تعنت الإنجليز ضد الجماعة والذين أوعزوا لحسين سري باشا رئيس الوزراء بنفى حسن البنا فنفذ طلبهم وقام بنفيه إلى قنا في مايو 1941م كما نفي الأستاذ أحمد السكري إلى دمياط وتحت الضغوط الشعبية عادا الإثنين مرة أخرى غير أنه تم اعتقالهما ومعهم الأستاذ عبد الحكيم عابدين في أكتوبر 1941م وأفرج عنهما في نوفمبر.
كان أحمد السكري خطيبًا مفوهًا وتم اعتقاله أكثر من مرة، رأس الإدارة السياسية في جريدة الإخوان المسلمين اليومية وظل وكيلاً للجماعة حتى فصل منها عام 1947م بسبب مخالفته لمنهج وفكر الإخوان المسلمين ولتبنيه سياسة الوفديين على حساب مبادئ وقوانين الإخوان.
حيث اجتمعت الهيئة التأسيسية للإخوان المسلمين في 14 من المحرم عام 1367هـ الموافق 27 من نوفمبر 1947م واتخذت القرارات الآتية:
إعفاء كل من الأستاذ محمد عبد السميع الغنيمي أفندي والأستاذ سالم غيث أفندي والأستاذ أحمد السكري أفندي من عضوية الجماعة، لما تعرفه الهيئة من تصرفات الأستاذ أحمد السكري، واعتباره مُناقضًا للعهد.
وبعد أن خرج الأستاذ السكري من الجماعة كون جمعية أطلق عليها جمعية الإخوان المجاهدون الأحرار، واتخذ لها مقرا في ميدان الخديوي إسماعيل. غير أن الجمعية لم تدم كثيرا، فانضم السكري لجماعة مصر الفتاة بعد أن يئس من تأييد الوفد المصري له تأييدا إيجابيا، وقد قدمه الأستاذ أحمد حسين رئيس الحزب إلى أعضاء الحزب على أن يكون وكيلا له، فعمل السكري على توتر العلاقة بين الإخوان المسلمين ومصر الفتاة.
وكان الأستاذ البنا يوصي إخوانه خير بالأستاذ أحمد السكري وأمرهم أن لا يتحدث عنه أحد بسوء، ومن المواقف أنه كان يصلح سيارته عند إحد الإخوان الميكانيكيين وكان يرافقه صديق فأخذ الأستاذ السكري يكيل التهم للأستاذ البنا والجماعة في حديث مع صاحبه والميكانيكي يسمع وبعد أن فرغ أراد السكري أن يعطيه أجره فرفض وقال له لقد أوصاني الإمام البنا بك خير فخجل الأستاذ السكري وغادر المكان.

## وفاته
توفى الأستاذ أحمد السكري في 27 مارس 1991م.

## وصلات خارجية
- أحمد السكري إخوان ويكي
- فتنة أحمد السكري
- القول الفصل بين الحق والباطل
- مواقف في الدعوة والتربية.pdf
- تأسيس دعوة الإخوان بالإسماعيلية
- ازدهار دعوة الإخوان بالإسماعيلية
- انعقاد مجلس الشورى العام الثاني للإخوان في 1934م
- أحداث في صور...الإمام البنا بعد العملية الجراحية عام 1947م
- حسن البنا والإخوان وضبابية الفكر
- مجلس شورى الإخوان وتطوره (1)